# 김연식 (1968년)
김연식(金鍊寔, 1968년 3월 9일~)은 대한민국의 정치인이다. 제14·15대 강원도 태백시장(민선 5·6기, 2010~2018)이다.

## 학력
- 1987년 황지고등학교 졸업
- 1993년 경남대학교 정치외교학과(학사)
- 2008년 연세대학교 정경대학원(정치학 석사)
- 2021년 북한대학원대학교(북한학 박사)

## 경력
- 강원일보 정치부기자(강원도청 강원도의회 등 출입)
- 강원도기자협회 사무국장, 부회장
- KBS춘천방송총국 정치해설
- 한국언론재단 선거보도 전문기자 연수
- 제17대 대통령선거 한나라당 중앙선거대책위원회 정책위원
- 제7대 강원도의회 의원(2006.07.01 ~ 2010.03.16)
- 제7대 강원도의회 예산결산특별위원회 위원장
- 연세대학교 총동문회 상임이사
- 제14대 태백시장(2010.07.01~2014.06.30, 민선 5기, 새누리당, 강원도내 최연소 기초단체장)
- 제15대 태백시장(2014.07.01~2018.03.15,[1]민선 6기, 새누리당, 강원도내 최연소 기초단체장)
- 강원도지사 예비후보(자유한국당)
- 자유한국당 중앙당 대변인(2018.5~2018.6)
- 자유한국당 중앙위원회 자원경제위원장(2018.6~
- 제21대 국회의원선거 예비후보
- 제20대 대통령 선거 국민의힘 정책본부 폐광지역정책특별위원장

## 전과
- 도로교통법위반(음주운전): 벌금 1,000,000원 - 2007년 10월 22일 선고[2]

## 저서
- 정치 에세이집 "비탈길 그 사람" (2009년 출간)
- 정치 에세이집 "이장님 아들" (2013년 출간)
- 정치 에세이집 “풀미당골 경제학” (2018년 출간)

## 역대 선거 결과
|  | 39.20% |

|  | 36.26% |

|  | 57.26% |